# Helena Swanwick
Helena Maria Lucy Swanwick, född Sickert 30 januari 1864 i München, död 16 november 1939 i Maidenhead, Berkshire, var en brittisk rösträttskvinna och pacifist.
Swanwick var visade stort engagemang i rösträttsfrågan, men föredrog att samarbeta med de konstitutionella i stället för de militanta. År 1908 höll hon, utöver sina organisatoriska aktiviteter i London och Manchester offentliga tal på mer än 150 platser i England och Skottland, ofta inför fientliga folksamlingar. Hon startade 1909 veckotidningen The Common Cause, vilken utgavs av National Union of Women's Suffrage Societies (NUWSS) och för vilken hon var redaktör till 1912. Efter första världskrigets utbrott kom hon, att som ordförande för den brittiska avdelningen av Internationella kvinnoförbundet för fred och frihet, fokusera på fredsfrågan. Av hennes böcker kan nämnas The Future of the Women's Movement (1913), Women in the Socialist State (1921), Builders of Peace (1924) och självbiografin I Have Been Young (1935).